# Mehmet Oz
Mehmet Cengiz Oz (turecky Mehmet Cengiz Öz; * 11. června 1960 Cleveland) je americký televizní moderátor, lékař a spisovatel tureckého původu. Od roku 2018 je emeritním profesorem kardiochirurgie a hrudní chirurgie na Kolumbijské univerzitě. V listopadu 2024 jej zvolený prezident Donald Trump nominoval do funkce správce Centers for Medicare and Medicaid Services, které spravuje federální program zdravotního pojištění Medicare.
Narodil se v rodině tureckých přistěhovalců, vyrůstal v delawarském Wilmingtonu a vystudoval Harvardovu univerzitu a Pensylvánskou univerzitu. Má americké a turecké občanství. K zachování tureckého občanství absolvoval v 80. letech 60denní výcvik v Ozbrojených silách Turecka.
V minulosti byl pravidelným hostem talk show Oprah show, v pořadu vystoupil více než šedesátkrát. V roce 2009 uvedla společnost Harpo Productions založená Oprah Winfreyovou a Sony Pictures Television pořad The Dr. Oz Show zabývající se lékařskými otázkami a zdraví. Díky své propagaci pseudovědy, včetně alternativní medicíny a léčení vírou, si vysloužil kritiku řady lékařů.
Ve volbách do Senátu v listopadu 2022 neúspěšně kandidoval za Republikánskou stranu. Stal se tak prvním muslimem, který byl nominován Demokratickou či Republikánskou stranou do Senátu.

## Osobní život

### Rodina
Jeho otec Mustafa se narodil ve městě Bozkır v provincii Konya. V roce 1950, po absolvování lékařské fakulty v Istanbulu, se přestěhoval do amerického Clevelandu, kde absolvoval všeobecnou rezidenturu na Case Western Reserve University. Vystudoval kardiochirurgii a hrudní chirurgii na Emoryho univerzitě v Atlantě. Před svým návratem do Turecka působil jako primář hrudní chirurgie v Delaware.
Jeho matka Suna (rozená Atabay) pocházela z bohaté istanbulské rodiny. Její otec pracoval jako farmaceut. Z matčiny strany byla čerkesového původu.

### Mládí
Narodil se 11. června 1960 v Clevelandu v Ohiu. Oz uvedl, že jméno dostal po osmanském sultánovi Mehmedu II. Má dvě sestry, Seval a Nazlim. Vyrůstal v delawarském Wilmingtonu, kde také vystudoval střední školu. Vyrůstal ve smíšeném muslimském prostředí, kdy jeho otec vyznával tradiční islám, zatímco jeho matka byla spíše sekulární muslimka. V roce 1982 získal titul Bachelor of Arts v oboru biologie na Harvardově univerzitě. V rámci univerzity hrál fotbal a vodní pólo. V roce 1986 získal tituly doktor medicíny a Master of Business Administration na Pensylvánské univerzitě. Během studia byl předsedou třídy a poté předsedou studentské rady.

## Politické názory
Před senátními volbami v listopadu 2022 se označil za „konzervativního republikána“. Později se označil za „umírněného, ale ne pasivního vůdce“.
V roce 2007 se označil za „umírněného republikána“ a jako inspiraci uvedl Arnolda Schwarzeneggera a Theodora Roosevelta.

### Interrupce
V roce 2022 uvedl, že podporuje zrušení rozhodnutí Nejvyššího soudu v případu Roe vs. Wade. Dodal také, že je proti potratům s výjimkou případů, kdy je ohrožen život matky, nebo v případě znásilnění či incestu.
Před rokem 2019 podporoval právo na potrat, ačkoli uvedl, že se mu potraty „v osobní rovině“ nelíbí. V té době byl také proti zákazu potratu po šesti týdnech těhotenství.

### Covid-19
V březnu 2020 navrhl, že hydroxychlorochin, lék obvykle používaný k léčbě revmatologických onemocnění a jako antimalarikum, by mohl být použit i k léčbě covidu-19. Následující měsíc vyzval k otevření škol. Propagoval nošení roušek a očkování.
Na začátku pandemie označil Anthonyho Fauciho jako „profesionála“ a vyzdvihl jeho roli v boji proti pandemii v letech 2020 a 2021. Po čase však názor změnil a Fauciho označil za „tyrana“.

### Trest smrti
V rozhovoru pro televizi NBC v říjnu 2022 řekl, že by „potenciálně“ podpořil trest smrti pro dealery fentanylu.

### Školství
Kritizoval moc učitelských odborů a jejích úzké propojení s Demokratickou stranou.

### Zahraniční otázky
Oz odsoudil ruskou invazi na Ukrajinu a označil ji za „strašnou“. Mimo jiné řekl, že se jí „dalo zabránit“.
Během kampaně do senátu zaujal „tvrdý postoj vůči Číně“.
V roce 2022 prohlásil, že Izrael je „spojencem a živou demokracií v nejproblematičtějším regionu světa“. Kritizuje hnutí BDS, podporuje zachování velvyslanectví USA v Jeruzalémě a je pro pokračování vojenské pomoci. Osobně Izrael navštívil v roce 2013. Při této návštěvě poskytl rozhovor deníku The Forward, ve kterém se vyjádřil ohledně izraelsko-palestinského konfliktu: „Není to černobílé. Konečné řešení se bude odvíjet od finančních prostředků. Mír je pro to nezbytný. Když lidé tolik milují své děti, udělají vše pro to, aby jejich budoucnost byla lepší.“